# Tendres Requins
Pour plus de détails, voir Fiche technique et Distribution.
Tendres Requins (Zärtliche Haie) est un film franco-italo-allemand de Michel Deville, sorti en 1967.

## Fiche technique
- Titre français : Tendres Requins
- Titre allemand : Zärtliche Haie
- Réalisation : Michel Deville
- Scénario : Nina Companeez, Gabrielle Upton
- Costumes : Else Heckmann
- Photographie : Heinz Hölscher
- Montage : Carl Otto Bartning
- Musique : Martin Böttcher
- Production : Aldo von Pinelli, Enrico Chroscicki
- Sociétés de production : Les Films Corona, Melodie Film, Sancra Film
- Sociétés de distribution : Nora-Filmverleih (Allemagne)
- Pays de production :  Allemagne de l'Ouest /  France /  Italie
- Langue : allemand
- Format : Couleur - 35 mm - son mono
- Genre : espionnage
- Durée : 89 minutes
- Dates de sortie : 
  - Allemagne : 10 mars 1967
  - France : ?[1]

Source : Bibliothèque du film

## Distribution
- Anna Karina : Elena / Costa
- Mario Adorf : l'espion SB 3
- Gérard Barray : Gregory
- Fritz Tillmann : l'amiral
- Scilla Gabel : Zeezee
- Klaus Dahlen : Alexander
- Rainer Artenfels (de) : le coureur de jupons
- Franco Giacobini : l'enseigne